# For Your Love
For Your Love è il primo album in studio pubblicato dal gruppo musicale britannico The Yardbirds negli Stati Uniti nel luglio 1965.
Nel 1999 è stato rimasterizzato e ripubblicato con 13 brani aggiuntivi.

## Tracce
Lato 1
1. For Your Love (Graham Gouldman) – 2:31
2. I'm Not Talking (Mose Allison) – 2:33
3. Putty (In Your Hands) (J. Patton, Rodgers, K. Rogers) – 2:18
4. I Ain't Got You (Clarence Carter) – 2:00
5. Got to Hurry (Giorgio Gomelsky, Oscar Rasputin) – 2:33
6. I Ain't Done Wrong (Keith Relf) – 3:39

Lato 2
1. I Wish You Would (Billy Boy Arnold) – 2:19
2. A Certain Girl (Naomi Neville) – 2:18
3. Sweet Music (W. Bowie, O.L. Cobbs, Major Lance) – 2:30
4. Good Morning Little Schoolgirl (John Lee Williamson) – 2:46
5. My Girl Sloopy (Wes Farrell, Bert Russell) – 5:38

### Tracce bonus ristampa 1999
1. Baby What's Wrong
2. Boom, Boom
3. Honey In Your Hips
4. Talkinn' Bout You
5. I Wish You Would (Long Version)
6. A Certain Girl (Alternate Take)
7. Got to Hurry (Take 4)
8. Sweet Music (Take 4)
9. Heart Full of Soul (Sitar Version)
10. Steeled Blues
11. Paff Bumm (German Issue)
12. Questa volta
13. Paff Bum (Italian Issue)

## Formazione
- Jeff Beck – chitarra solista, violino, sega elettrica, nelle tracce (2, 6, 11, 20-24)
- Eric Clapton – chitarra solista
- Chris Dreja – chitarra ritmica
- Jim McCarty – batteria, voce
- Keith Relf – voce, armonica a bocca
- Paul Samwell-Smith – basso, voce